# Ophrys lithinensis
Ophrys lithinensis là một loài thực vật có hoa trong họ Lan. Loài này được C.Alibertis & A.Alibertis mô tả khoa học đầu tiên năm 1989.